# SA-4 (Аполлон)
«SA-4» (Сатурн-Аполлон-4) — четвёртый старт ракеты-носителя Сатурн-1, проводившийся в рамках программы Аполлон.

## Предыстория

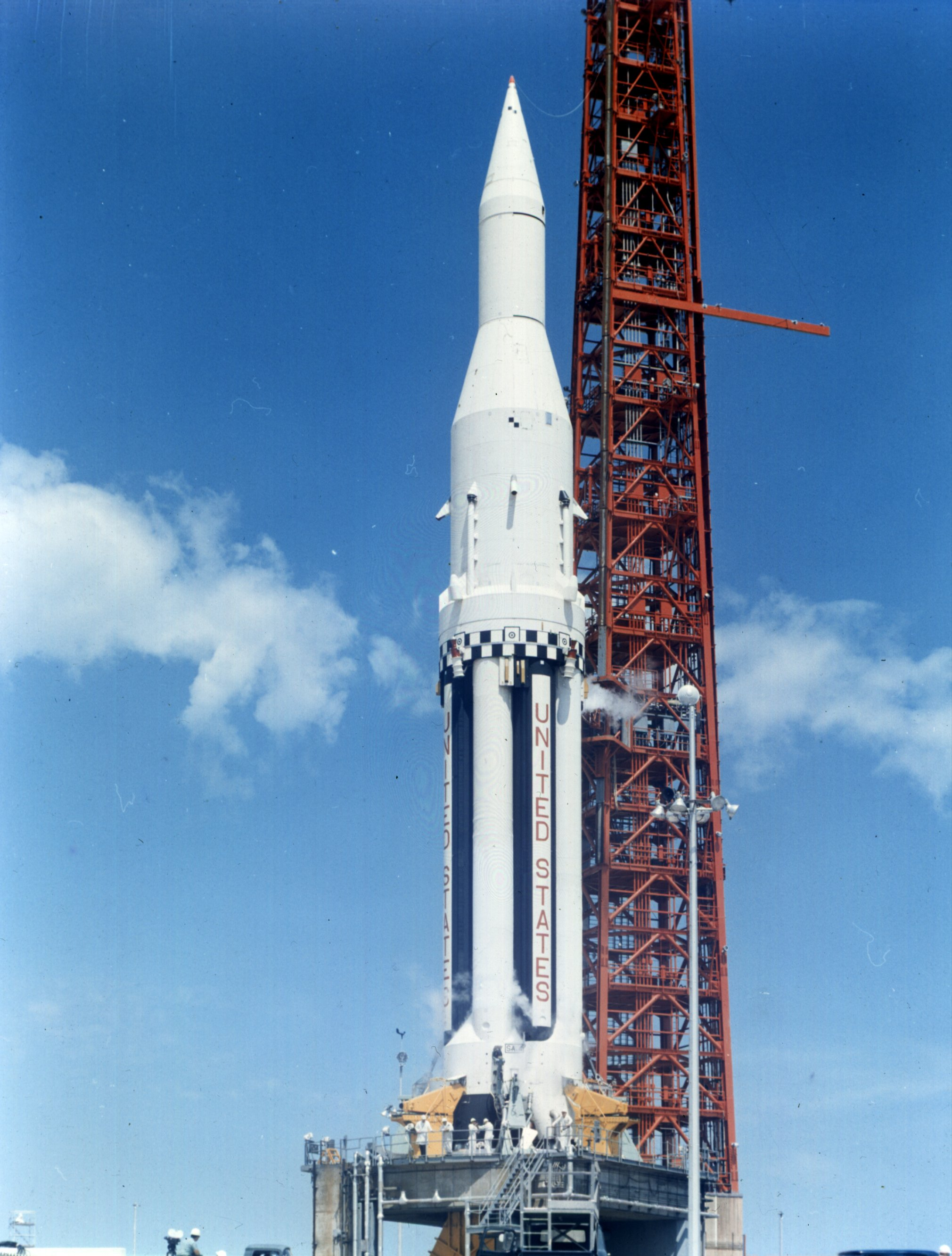
SA-4 перед стартом

SA-4 был последним пуском, в котором работала только первая ступень (S-I) ракеты Сатурн-1. Как и в первые три запуска, это был суборбитальный полет для проверки работоспособности ракеты в целом.
Основным дополнением программы испытаний была проверка способности автоматики ракеты парировать отказ двигателя в полете. Один из двигателей принудительно отключался спустя приблизительно 100 секунд после запуска. Система управления должна была перенаправить топливо от этого двигателя к другим и увеличить время их работы, чтобы компенсировать потерю тяги. Такой сбой действительно произошёл в последующих стартах Аполлон-6 и Аполлон-13, но автоматика уже была готова к «сюрпризам».
Для этого полета макет второй ступени был собран в полном соответствии с аэродинамикой реальной второй ступени, в том числе с соплами камер сгорания, а ракета оснащена антеннами, разработанными для версии Блок II.

## Старт

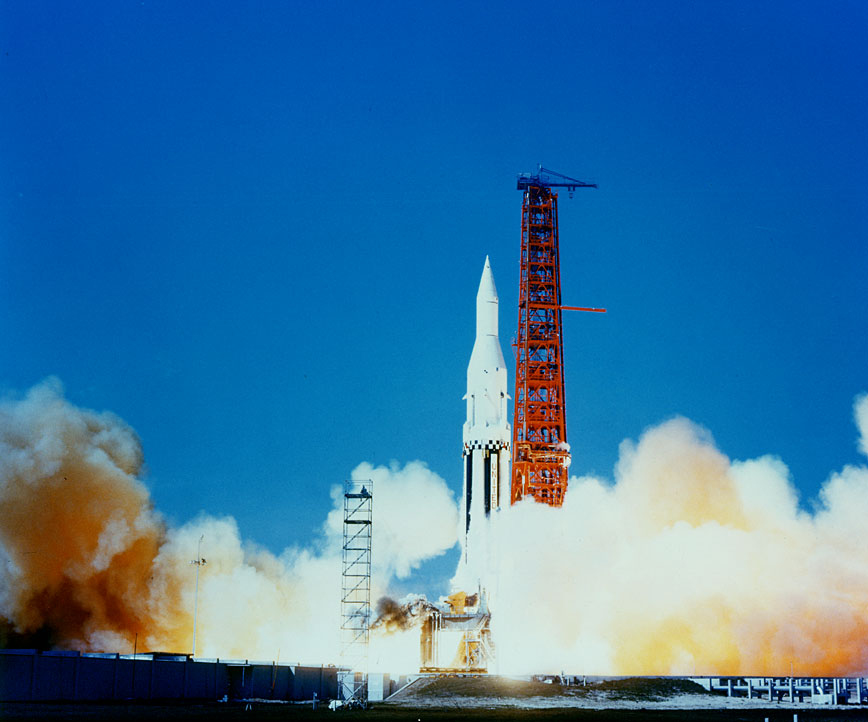
Старт SA-4

После самой быстрой подготовки к старту — за 54 дня, в пуске SA-4 дольше всех сдвигался предстартовый отсчет — на 120 минут.
Двигатели ракеты отработали отлично в течение первых 100 секунд полета, когда, как и было запланировано, двигатель № 5 отключился. Остальные двигатели ракеты продолжали работать штатно, автоматика перенаправила топливо к ним. Вопреки опасениям некоторых специалистов, двигатель № 5 не взорвался из-за перегрева, вызванного прекращением подачи топлива. Это было важным доказательством надёжности блока из восьми двигателей.
Ракета достигла максимальной высоты 129,0 км и скорости 5906 км в час. Здесь сработали твердотопливные тормозные двигатели 1-й ступени, которые будут использоваться на всех последующих запусках при разделении ракетных ступеней. В этом полёте ступени не разделялись, но работа тормозных двигателей была проверена.